# Luciano Figueroa
Luciano Gabriel Figueroa Herrera conhecido por Lucho Figueroa, (Santa Fé, 19 de Maio de 1981) é um futebolista argentino.

## Carreira

### Início no Rosario Central
Figueroa começou sua carreira profissional no Rosario Central da Argentina, onde formou uma parceria com o César Delgado. Em 2003 foi artilheiro da  Clausura Argentina com 17 gols, inclusive marcando cinco no último jogo da temporada contra o  Boca Juniors.
Esta foi a sua última temporada no Rosario Central. Tanto ele como Delgado se transferiram para o exterior no verão de 2003. Figueroa foi para o  Birmingham City jogar a Premier League por  2,5 milhões de  libras esterlinas. 

### Transferência para a Inglaterra
Assim que assinou com o  Birmingham City, surgiu uma controvérsia quando o clube espanhol  Osasuna, que afirmava ter assinado um contrato com o jogador antes de sua transferência para o clube inglês, invalidando assim a transferência. No final de agosto de 2003, a FIFA decidiu provisoriamente em favor de Birmingham. Porém, a decisão foi confirmada apenas em outubro. Lucho, livre então para atuar, foi entrando gradualmente nas partidas através do time reserva. Depois de uma temporada regular, o contrato do jogador foi rescindido.

### Passagem pelo México
Após deixar o  Birmingham City, assinou com o  Cruz Azul do México, onde reencontrou o ex-companheiro Delgado.
Depois de um começo lento, Figueroa retornou para sua antiga forma no Cruz Azul, marcando 9 gols nos últimos 7 jogos da Clausura em 2004. Ele manteve a sua forma na Apertura de 2004, marcando 10 gols em 14 jogos pelo clube.

### Villarreal
Suas performances excepcionais pelo Cruz Azul levou à uma transferência para a Espanha, onde assinou um contrato de 5 anos e meio com  Villarreal em novembro de 2004. A taxa de transferência não foi oficialmente revelada, mas foi estimada pela mídia em 3 milhões de euros.
Figueroa não obteve muito sucesso no Villarreal. Mesmo assim, ele ajudou o clube a conquistar o terceiro lugar da La Liga 2004-05 e contribuiu nas primeiras rodadas da progressão do Villarreal para a semi-final da Champions League 2005-06 - inclusive marcando pela primeira vez na Liga dos Campeões contra o  Everton na terceira pré-eliminatória.

### Volta à Argentina
Em janeiro de 2006, aparentemente preocupado com que a falta de tempo de jogo prejudicaria suas chances de  ir com a seleção Argentina para Copa do Mundo de 2006, Figueroa retornou ao seu país de origem. Juntou-se  River Plate, que comprou 50% dos direitos do jogador. Ele começou bem lá, marcando três gols em seus primeiros sete jogos do Clausura 2006, mas em 05 de março do mesmo ano, uma fatalidade rompeu o ligamento cruzado anterior do joelho, lesão que pôs fim às suas esperanças de disputar a Copa do Mundo.

### Passagem pela Itália
Em 1 º de agosto de 2006, o Villarreal vendeu Figueroa para  Genoa da Itália por 13 milhões de dólares. Ele assinou um contrato de quatro anos com o clube. Embora ainda não totalmente recuperado de sua lesão, a opinião médica era que Figueroa deveria ter sido capaz de jogar novamente em meados de outubro. No entanto, tornou-se claro que a reconstrução de joelho não tinha sido completamente bem sucedida e que outra operação seriam necessários. A previsão era de que essa nova cirurgia iria impedi-lo de jogar a temporada.
Figueroa finalmente fez sua estréia pelo Genoa no dia 28 de outubro de 2007 contra a  Fiorentina. Marcou seu primeiro gol pelo clube cerca de seis semanas mais tarde, nos acréscimos em uma derrota por 3-1 para o  Siena.

### Boca Juniors
Lucho foi emprestado pelo Genoa ao Boca Juniors em outubro de 2008. Ele desempenhou um papel importante durante o Torneio Apertura marcando gols importantes. A disputa pelo título ficou entre Boca Juniors,  Tigre e  San Lorenzo, que estavam empatados em pontos no a parte superior da mesa. Eventualmente, as performances de Figueroa ajudaram o Boca a ganhar o Torneo Apertura daquele ano.

### Rosario Central
Depois que o Genoa liberou o jogador, ele voltou ao seu primeiro clube, o Rosario Central. Assinou um contrato de 2 anos e meio em 20 de janeiro de 2010.

### Emelec
Em 7 de janeiro de 2012, ele foi contratado pelo Club Sport Emelec do Equador. Se tornou um jogador muito importante para a equipe, anotando um total de 14 gols (10 no Campeonato Nacional, 3 Copa Libertadores e 1 na Copa Sul-Americana). Uma de suas performances mais memoráveis no clube equatoriano foi na Copa Libertadores de 2012 na vitória por 3-2 contra o Flamengo de Ronaldinho Gaúcho, quando marcou dois gols na equipe brasileira.

### Panathinaikos
Em 06 de fevereiro de 2013, se transferiu de forma livre para o clube  grego Panathinaikos até o final da temporada. Fez sua estréia em um jogo crucial contra o AEK Atenas, onde o Panathinaikos venceu por 0-2. Em 09 de março de 2013, ele marcou seu primeiro gol pela equipe grega, numa bela cobrança de pênalti contra o AO Kerkyra. Pelo clube grego, fez 8 partidas e marcou 3 gols, um deles contra o rival Olympiacos. 

### Johor Darul Takzim
Desde 2013 é jogador do time da Malásia.

## Carreira Internacional

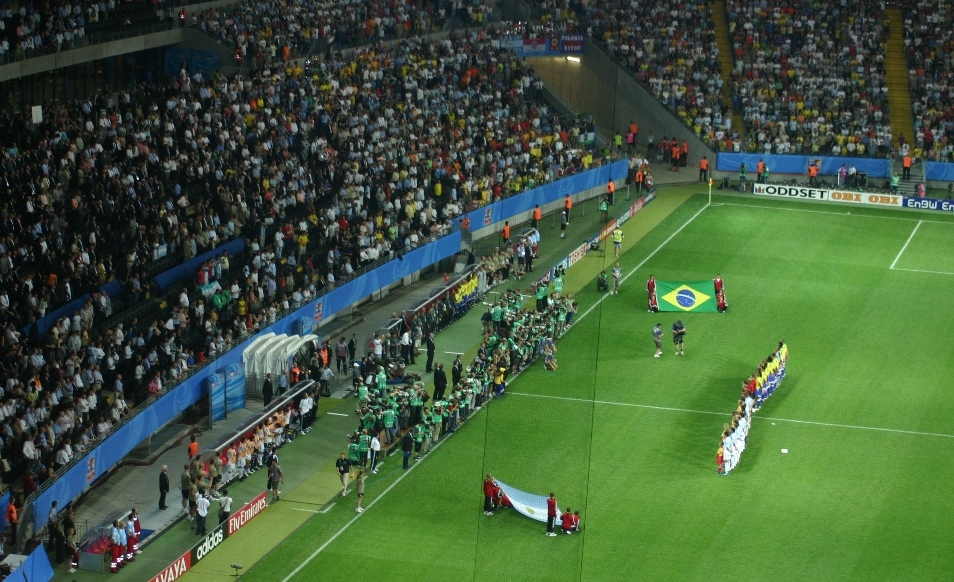
Final da Copa das Confederações 2005

Figueroa apareceu chegou à Seleção Argentina quando jogava pelo Cruz Azul e Villarreal CF. Fez jogos impressionantes na Copa América 2004, onde marcou 2 gols, e na Copa das Confederações 2005, competição que terminou com a vice-artilharia (4 gols) e vice-campeonato.
Também fez parte Seleção Argentina ganhadora da medalha de ouro nas  Olimpíadas de 2004. A nível internacional, ele possui uma taxa de aproveitamento de 60%, com nove gols em 15 jogos. Infelizmente, uma lesão no ligamento cruzado o privou da oportunidade de representar o seu país na Copa do Mundo de 2006.
| \| J nº \| Local \| Lugar \| Adversário \| Resultado \| \| Competição \| Gols \| \| Seleção Olímpica \| Seleção Olímpica \| Seleção Olímpica \| Seleção Olímpica \| Seleção Olímpica \| Seleção Olímpica \| Seleção Olímpica \| Seleção Olímpica \| \| ----------------- \| ---------------- \| --------------------------- \| ---------------- \| ---------------- \| ---------------- \| ---------------------- \| ---------------- \| \| 1 \| 10-1-2004 \| Coquimbo, Chile \| Bolívia \| 2-1 \| Vitória \| Pre-olímpico \| - \| \| 2 \| 16-1-2004 \| La Serena, Chile \| Colômbia \| 4-2 \| Vitória \| Pre-olímpico \| - \| \| 3 \| 21-1-2004 \| Valparaíso, Chile \| Brasil \| 1-0 \| Vitória \| Pre-olímpico \| - \| \| 4 \| 23-1-2004 \| Viña del Mar, Chile \| Paraguai \| 2-1 \| Vitória \| Pre-olímpico \| 76' 79' \| \| 5 \| 25-1-2004 \| Viña del Mar, Chile \| Chile \| 2-2 \| Empate \| Pre-olímpico \| 4' \| \| Seleção Principal \| \| \| \| \| \| \| \| \| 1 \| 27-6-2004 \| Miami, Estados Unidos \| Colômbia \| 2-0 \| Derrota \| Amistoso \| - \| \| 2 \| 30-6-2004 \| Nova Iorque, Estados Unidos \| Peru \| 2-1 \| Vitória \| Amistoso \| - \| \| 3 \| 11-7-2004 \| Chiclayo, Perú \| México \| 0-1 \| Derrota \| Copa América \| - \| \| 4 \| 14-7-2004 \| Piura, Perú \| Uruguai \| 4-2 \| Vitória \| Copa América \| 20' 88' \| \| 5 \| 18-7-2004 \| Chiclayo, Perú \| Peru \| 0-1 \| Vitória \| Copa América \| - \| \| 6 \| 21-7-2004 \| Lima, Perú \| Colômbia \| 3-0 \| Vitória \| Copa América \| - \| \| 7 \| 9-10-2004 \| Buenos Aires, Argentina \| Uruguai \| 4-2 \| Vitória \| Eliminatórias \| 32' 54' \| \| 8 \| 13-10-2004 \| Santiago de Chile, Chile \| Chile \| 0-0 \| Empate \| Eliminatórias \| - \| \| 9 \| 17-11-2004 \| Buenos Aires, Argentina \| Venezuela \| 3-2 \| Vitória \| Eliminatórias \| - \| \| 10 \| 26-3-2005 \| La Paz, Bolivia \| Bolívia \| 1-2 \| Vitória \| Eliminatórias \| 57' \| \| 11 \| 4-6-2005 \| Quito, Ecuador \| Equador \| 2-0 \| Derrota \| Eliminatórias \| - \| \| 12 \| 18-6-2005 \| Nuremberg, Alemanha \| Austrália \| 2-4 \| Vitória \| Copa das Confederações \| 12' 53' 89' \| \| 13 \| 21-6-2005 \| Nuremberg, Alemanha \| Alemanha \| 2-2 \| Empate \| Copa das Confederações \| - \| \| 14 \| 26-6-2005 \| Hanover, Alemanha \| México \| 1-1 \| Empate \| Copa das Confederações \| 110' \| \| 15 \| 29-6-2005 \| Frankfurt, Alemanha \| Brasil \| 4-1 \| Derrota \| Copa das Confederações \| - \| |            |                             |            |           |         |                        |             |
| J nº | Local      | Lugar                       | Adversário | Resultado |         | Competição             | Gols        |
| Seleção Olímpica |            |                             |            |           |         |                        |             |
| 1 | 10-1-2004  | Coquimbo, Chile             | Bolívia    | 2-1       | Vitória | Pre-olímpico           | -           |
| 2 | 16-1-2004  | La Serena, Chile            | Colômbia   | 4-2       | Vitória | Pre-olímpico           | -           |
| 3 | 21-1-2004  | Valparaíso, Chile           | Brasil     | 1-0       | Vitória | Pre-olímpico           | -           |
| 4 | 23-1-2004  | Viña del Mar, Chile         | Paraguai   | 2-1       | Vitória | Pre-olímpico           | 76' 79'     |
| 5 | 25-1-2004  | Viña del Mar, Chile         | Chile      | 2-2       | Empate  | Pre-olímpico           | 4'          |
| Seleção Principal |            |                             |            |           |         |                        |             |
| 1 | 27-6-2004  | Miami, Estados Unidos       | Colômbia   | 2-0       | Derrota | Amistoso               | -           |
| 2 | 30-6-2004  | Nova Iorque, Estados Unidos | Peru       | 2-1       | Vitória | Amistoso               | -           |
| 3 | 11-7-2004  | Chiclayo, Perú              | México     | 0-1       | Derrota | Copa América           | -           |
| 4 | 14-7-2004  | Piura, Perú                 | Uruguai    | 4-2       | Vitória | Copa América           | 20' 88'     |
| 5 | 18-7-2004  | Chiclayo, Perú              | Peru       | 0-1       | Vitória | Copa América           | -           |
| 6 | 21-7-2004  | Lima, Perú                  | Colômbia   | 3-0       | Vitória | Copa América           | -           |
| 7 | 9-10-2004  | Buenos Aires, Argentina     | Uruguai    | 4-2       | Vitória | Eliminatórias          | 32' 54'     |
| 8 | 13-10-2004 | Santiago de Chile, Chile    | Chile      | 0-0       | Empate  | Eliminatórias          | -           |
| 9 | 17-11-2004 | Buenos Aires, Argentina     | Venezuela  | 3-2       | Vitória | Eliminatórias          | -           |
| 10 | 26-3-2005  | La Paz, Bolivia             | Bolívia    | 1-2       | Vitória | Eliminatórias          | 57'         |
| 11 | 4-6-2005   | Quito, Ecuador              | Equador    | 2-0       | Derrota | Eliminatórias          | -           |
| 12 | 18-6-2005  | Nuremberg, Alemanha         | Austrália  | 2-4       | Vitória | Copa das Confederações | 12' 53' 89' |
| 13 | 21-6-2005  | Nuremberg, Alemanha         | Alemanha   | 2-2       | Empate  | Copa das Confederações | -           |
| 14 | 26-6-2005  | Hanover, Alemanha           | México     | 1-1       | Empate  | Copa das Confederações | 110'        |
| 15 | 29-6-2005  | Frankfurt, Alemanha         | Brasil     | 4-1       | Derrota | Copa das Confederações | -           |

## Conquistas

### Clubes
- Boca Juniors
  - Primeira Divissão: 2008-09 Apertura

### Seleção
- Seleção Argentina
  - Vice-campeão da Copa América 2004 (Banco de Reservas)
  - Vice-campeão da Copa das Confederações 2005 (Banco de Reservas)

- Seleção Olímpica da Argentina (Banco de Reservas)
  - Pré olímpico 2004: Vencedor
  -  Olimpíadas de 2004: Medalha de Ouro (Medalha de participação)

## Prêmios Individuais
- Torneio Clausura Argentina de 2003: Artilheiro (17 gols)

## Estatísticas
- Última atualização: 8 de Junho de 2013

### Clubes
| Clube                       | Temporada         | Div.              | Liga | Liga | Copas Nacionais | Copas Nacionais | Copas Internacio.* | Copas Internacio.* | Total | Total | Prop. · |
| Clube                       | Temporada         | Div.              | J    | G    | J               | G               | J                  | G                  | J     | G     | Prop. · |
| --------------------------- | ----------------- | ----------------- | ---- | ---- | --------------- | --------------- | ------------------ | ------------------ | ----- | ----- | ------- |
| Rosario Central · Argentina |                   |                   |      |      |                 |                 |                    |                    |       |       |         |
| 2001/02                     | 1.ª               | 20                | 8    | -    | -               | -               | -                  | 20                 | 8     | 0,40  |         |
| 2002/03                     | 1.ª               | 37                | 27   | -    | -               | -               | -                  | 37                 | 27    | 0,72  |         |
| Total                       | Total             | 57                | 35   | -    | -               | -               | -                  | 57                 | 35    | 0,61  |         |
| Birmingham · Inglaterra     |                   |                   |      |      |                 |                 |                    |                    |       |       |         |
| 2003                        | 1.ª               | 1                 | 0    | 1    | 0               | -               | -                  | 2                  | 0     | 0,00  |         |
| Total                       | Total             | 1                 | 0    | 1    | 0               | -               | -                  | 2                  | 0     | 0,00  |         |
| Cruz Azul · México          |                   |                   |      |      |                 |                 |                    |                    |       |       |         |
| 2004                        | 1.ª               | 19                | 11   | -    | -               | -               | -                  | 19                 | 11    | 0,57  |         |
| 2004/05                     | 1.ª               | 14                | 10   | -    | -               | -               | -                  | 14                 | 10    | 0,71  |         |
| Total                       | Total             | 33                | 21   | -    | -               | -               | -                  | 33                 | 21    | 0,63  |         |
| Villarreal · Espanha        |                   |                   |      |      |                 |                 |                    |                    |       |       |         |
| 2004/05                     | 1.ª               | 15                | 2    | -    | -               | 6               | 2                  | 21                 | 4     | 0,09  |         |
| 2005                        | 1.ª               | 12                | 2    | 2    | 0               | 7               | 1                  | 21                 | 3     | 0,14  |         |
| Total                       | Total             | 27                | 4    | 2    | 0               | 13              | 3                  | 42                 | 7     | 0,16  |         |
| River Plate · Argentina     |                   |                   |      |      |                 |                 |                    |                    |       |       |         |
| 2006                        | 1.ª               | 7                 | 3    | -    | -               | 3               | 0                  | 10                 | 3     | 0,30  |         |
| Total                       | Total             | 7                 | 3    | -    | -               | 3               | 0                  | 10                 | 3     | 0,30  |         |
| Genoa · Itália              |                   |                   |      |      |                 |                 |                    |                    |       |       |         |
| 2006/07                     | 2.ª               | 0                 | 0    | -    | -               | -               | -                  | 0                  | 0     | 0,00  |         |
| 2007/08                     | 1.ª               | 21                | 3    | -    | -               | -               | -                  | 21                 | 3     | 0,14  |         |
| 2008/09                     | 1.ª               | 0                 | 0    | 1    | 0               | -               | -                  | 1                  | 0     | 0,00  |         |
| Total                       | Total             | 21                | 3    | 1    | 0               | -               | -                  | 22                 | 3     | 0,12  |         |
| Boca Juniors · Argentina    |                   |                   |      |      |                 |                 |                    |                    |       |       |         |
| 2008/09                     | 1.ª               | 17                | 7    | -    | -               | 6               | 1                  | 23                 | 8     | 0,34  |         |
| Total                       | Total             | 17                | 7    | -    | -               | 6               | 1                  | 23                 | 8     | 0,34  |         |
| Genoa · Itália              |                   |                   |      |      |                 |                 |                    |                    |       |       |         |
| 2009                        | 1.ª               | 2                 | 0    | -    | -               | 5               | 2                  | 7                  | 2     | 0,28  |         |
| Total                       | Total             | 2                 | 0    | -    | -               | 5               | 2                  | 7                  | 2     | 0,28  |         |
| Rosario Central · Argentina |                   |                   |      |      |                 |                 |                    |                    |       |       |         |
| 2010                        | 1.ª               | 11                | 2    | -    | -               | -               | -                  | 11                 | 2     | 0,18  |         |
| 2010                        | 2.ª               | 27                | 10   | -    | -               | -               | -                  | 27                 | 10    | 0,37  |         |
| Total                       | Total             | 38                | 12   | -    | -               | -               | -                  | 38                 | 12    | 0,31  |         |
| Emelec · Equador            |                   |                   |      |      |                 |                 |                    |                    |       |       |         |
| 2012                        | 1.ª               | 23                | 10   | -    | -               | 13              | 4                  | 36                 | 14    | 0,38  |         |
| Total                       | Total             | 23                | 10   | -    | -               | 13              | 4                  | 36                 | 14    | 0,38  |         |
| Panathinaikos · Grécia      |                   |                   |      |      |                 |                 |                    |                    |       |       |         |
| 2013                        | 1.ª               | 8                 | 3    | -    | -               | -               | -                  | 8                  | 3     | 0,38  |         |
| Total                       | Total             | 8                 | 3    | -    | -               | -               | -                  | 8                  | 3     | 0,33  |         |
| Total na carreira           | Total na carreira | Total na carreira | 234  | 98   | 4               | 0               | 40                 | 10                 | 278   | 108   | 0,39    |

### Seleção Argentina
| Torneo                            | PJ | Goles |
| --------------------------------- | -- | ----- |
| Pre-olímpico Sul-americano Sub-23 | 5  | 3     |
| Copa América                      | 4  | 2     |
| Eliminatórias Sul-americanas      | 5  | 3     |
| Copa das Confederações 2005       | 4  | 4     |
| Amistosos                         | 2  | 0     |
| TOTAL                             | 20 | 12    |

### Total
| Equipe  | J   | Gols | Média |
| ------- | --- | ---- | ----- |
| Clubes  | 278 | 108  | 0.39  |
| Seleção | 20  | 12   | 1.10  |
| TOTAL   | 298 | 120  | 0.40  |